# جواو كارلوس بيريرا
جواو كارلوس بيريرا (João Carlos Pereira)، من مواليد 11 ابريل 1965 في البرتغال، مدرب كرة قدم برتغالي. بدأ مسيرته التدريبية مع نادي أكاديميكا في عام 2003، ودربهم حتى عام 2005، وفي موسم 2004/2005 درب نادي ناسيونال، ومنذ عام 2007 وهو يدرب نادي التضامن الكويتي.

## روابط خارجية
- جواو كارلوس بيريرا على موقع قاعدة بيانات كرة القدم.إي يو (الإنجليزية)